# Inoue Yudai
Yudai Inoue (井上 裕大 Inoue Yūdai, sinh ngày 30 tháng 5 năm 1989 ở Ōita) là một cầu thủ bóng đá người Nhật Bản hiện tại thi đấu cho FC Machida Zelvia ở J2 League.

## Thống kê câu lạc bộ
Cập nhật đến ngày 23 tháng 2 năm 2016.
| Thành tích câu lạc bộ | Thành tích câu lạc bộ | Thành tích câu lạc bộ | Giải vô địch | Giải vô địch | Cúp                   | Cúp                   | Cúp Liên đoàn | Cúp Liên đoàn | Khác    | Khác      | Tổng cộng | Tổng cộng |
| Mùa giải              | Câu lạc bộ            | Giải vô địch          | Số trận      | Bàn thắng    | Số trận               | Bàn thắng             | Số trận       | Bàn thắng     | Số trận | Bàn thắng | Số trận   | Bàn thắng |
| Nhật Bản              | Nhật Bản              | Nhật Bản              | Giải vô địch | Giải vô địch | Cúp Hoàng đế Nhật Bản | Cúp Hoàng đế Nhật Bản | J. League Cup | J. League Cup | Khác1   | Khác1     | Tổng cộng | Tổng cộng |
| --------------------- | --------------------- | --------------------- | ------------ | ------------ | --------------------- | --------------------- | ------------- | ------------- | ------- | --------- | --------- | --------- |
| 2008                  | Oita Trinita          | J1 League             | 0            | 0            | 1                     | 0                     | 0             | 0             | -       | -         | 1         | 0         |
| 2009                  | Oita Trinita          | J1 League             | 3            | 0            | 0                     | 0                     | 3             | 0             | 1       | 0         | 7         | 0         |
| 2010                  | Oita Trinita          | J2 League             | 22           | 3            | 3                     | 1                     | -             | -             | -       | -         | 25        | 4         |
| 2011                  | Oita Trinita          | J2 League             | 22           | 1            | 1                     | 0                     | -             | -             | -       | -         | 23        | 1         |
| 2012                  | Oita Trinita          | J2 League             | 1            | 0            | 0                     | 0                     | -             | -             | -       | -         | 1         | 0         |
| 2013                  | V-Varen Nagasaki      | J2 League             | 40           | 3            | 1                     | 1                     | -             | -             | 1       | 0         | 42        | 4         |
| 2014                  | V-Varen Nagasaki      | J2 League             | 9            | 0            | 1                     | 0                     | -             | -             | -       | -         | 10        | 0         |
| 2015                  | V-Varen Nagasaki      | J2 League             | 22           | 0            | 0                     | 0                     | -             | -             | 1       | 0         | 23        | 0         |
| Tổng                  | Tổng                  | Tổng                  | 119          | 7            | 7                     | 2                     | 3             | 0             | 3       | 0         | 132       | 9         |

1Bao gồm Giải bóng đá vô địch Suruga Bank and Promotion Playoffs to J1.